# Medal jubileuszowy „W upamiętnieniu 100-lecia urodzin Władimira Iljicza Lenina”
Medal „W upamiętnieniu 100-lecia urodzin Władimira Iljicza Lenina” (ros. Медаль «В ознаменование 100-летия со дня рождения Владимира Ильича Ленина») – radzieckie odznaczenie wojskowe i cywilne.
Medal Jubileuszowy z okazji 100 rocznicy urodzin Włodzimierza Iljicza Lenina był przyznawany przodującym robotnikom, rolnikom, specjalistom gospodarki narodowej, pracownikom instytucji państwowych i organizacji publicznych, naukowcom i artystom, którzy wykazali największą pracowitością i wkładem w budowę socjalizmu.
Kawalerami tego odznaczenia byli również żołnierze Armii Czerwonej, marynarki wojennej, wojsk Ministerstwa Spraw Wewnętrznych i wojskowego Komitetu Bezpieczeństwa Państwowego, którzy osiągnęli doskonałą wydajność w boju oraz wiedzę polityczną lub uzyskali doskonałe wyniki w zakresie zarządzania i szkolenia Armii Czerwonej.
Istniały 3 wersje tego medalu, różniące się napisami na rewersie:
- z napisem w górnej części За доблестный труд (pol. Za mężną pracę) – nadawany cywilom
- z napisem w górnej części За воинскую доблесть (pol. Za wojskowe męstwo) – nadawany wojskowym
- bez napisu w górnej części – nadawany cudzoziemcom

| Wspólny awers | Rewers wersji dla cywili | Rewers wersji dla wojskowych | Rewers wersji dla cudzoziemców |
| ------------- | ------------------------ | ---------------------------- | ------------------------------ |
|               |                          |                              |                                |